# Перм (периода)
Перм је период пре 290 до 245 милиона година. Он је последњи период палеозоика. Перм (заједно са палеозоиком) завршио се великим изумирањем, највећим масовним изумирањем у историји Земље, у којем је изумрло готово 81% морских врста и 70% копнених врста. Тек се средином тријаса живот опоравио од ове катастрофе; на копну је екосистемима требало 30 милиона година да се опораве.
Концепт перма увео је 1841. године геолог сер Родерик Марчисон, који га је назвао по региону Перма у Русији.
Перм је био сведок диверзификације две групе амниота, синапсида и сауропсида (гмизаваца). Тадашњим светом је доминирао суперконтинент Пангеа, који је настао услед судара Евроамерике и Гондване током карбона. Пангеа је била окружена суперокеаном Панталаса. Урушавање прашуме карбона оставило је за собом огромне пустињске области унутар континенталне унутрашњости. Амниоти, који су могли боље да се носе са овим сушнијим условима, постали су доминантни уместо својих предака водоземаца.
Различити аутори препознају најмање три, и вероватно четири догађаја изумирања у перму. Крајем раног перма (кисуралијан) дошло је до велике промене фауне, при чему је већина лоза примитивних синапсида „пеликозаура” изумрла, замењена напреднијим терапсидима. Крај капитанског стадијума перма обележен је великим догађајем капитанског масовног изумирања, повезаног са ерупцијом Емејшанових трапова. Перм (заједно са палеозоиком) се завршио догађајем пермско-тријаског изумирања, највећим масовним изумирањем у историји Земље (које је последња од три или четири кризе које су се догодиле у перму), у којем је скоро 81% морских врста а 70% копнених врста је изумрло, повезано са ерупцијом Сибирских трапова.

## Подела
Перм се дели на две епохе: доњи перм и горњи перм. Епохе се даље деле на векове.
| Периода    | Епоха     | Век           | Почетак (Ma)    | Крај (Ma) |
| ---------- | --------- | ------------- | --------------- | --------- |
| Перм       |           |               |                 |           |
| Горњи перм | Татариј   | 260,4 ± 0,7   | 251,902 ± 0,024 |           |
| Горњи перм | Казаниј   | 270,6 ± 0,7   | 260,4 ± 0,7     |           |
| Горњи перм | Уфимиј    | 272,95 ± 0,11 | 270,6 ± 0,7     |           |
| Доњи перм  | Кунгуриј  | 283,5 ± 0,7   | 272,95 ± 0,11   |           |
| Доњи перм  | Артиншкиј | 290,1 ± 0,26  | 283,5 ± 0,7     |           |
| Доњи перм  | Сакмариј  | 293,52 ± 0,17 | 290,1 ± 0,26    |           |
| Доњи перм  | Аселиј    | 298,9 ± 0,15  | 293,52 ± 0,17   |           |

## Етимологија и историја
Пре увођења термина „перм“, стене еквивалентне старости у Немачкој су назване ротлигенд и зехштајн, ау Великој Британији као нови црвени пешчар.
Термин „перм” је у геологију увео 1841. године сер Родерик Импи Марчисон, председник Геолошког друштва Лондона, након опсежних руских истраживања предузетих са Едуаром де Вернеом у близини Уралских планина 1840. и 1841. године. Марчисон је идентификовао „огромну серија слојева лапорца, шкриљаца, кречњака, пешчара и конгломерата“ који су наследили слојеве карбона у региону. Мурчисон је, у сарадњи са руским геолозима, назвао период по околном руском региону Перм, који је добио име по средњовековном краљевству Пермија које је заузимало исту област стотинама година раније, а које се сада налази у административној области Пермски крај. Између 1853. и 1867. године, Жил Маркоу је признао пермске слојеве на великом подручју Северне Америке од реке Мисисипи до реке Колорадо и предложио назив „дијасик“, од „дијас“ и „тријас“, али је Марчисон то одбацио 1871. Пермски систем је био контроверзан више од једног века након његовог првобитног именовања, док је Геолошки завод Сједињених Држава до 1941. сматрао перм подсистемом карбона који је еквивалентан мисисипијану и пенсилванијану.

## Геологија
Пермски период је подељен на три епохе, од најстарије до најмлађе, цисуралијан, гвадалупијан и лопингијан. Геолози деле стене перма у стратиграфски скуп мањих јединица које се називају стадијуми, од којих се свака формира током одговарајућих временских интервала који се називају старости. Фазе се могу дефинисати глобално или регионално. За глобалну стратиграфску корелацију, Међународна комисија за стратиграфију (ICS) ратификује глобалне етапе на основу Глобалне граничне стратотипске секције и тачке (GSSP) из једне формације (стратотипа) која идентификује доњу границу стадијума. Старости перма, од најмлађих до најстаријих, су:
| Периода                          | Епоха        | Кат           | Ma           |
| -------------------------------- | ------------ | ------------- | ------------ |
| Тријас                           | Доњи тријас  | Индиј         | млађа        |
| Перм                             | Лопингијан   | Чангсингијан  | 254,14—251,9 |
| Перм                             | Лопингијан   | Вукјапингијан | 259,1—254,14 |
| Перм                             | Гвадалупијан | Капитанијан   | 265,1—259,1  |
| Перм                             | Гвадалупијан | Вордијан      | 268,8—265,1  |
| Перм                             | Гвадалупијан | Роадијан      | 272,95—268,8 |
| Перм                             | Цисуралијан  | Кунгуријан    | 283,5—272,95 |
| Перм                             | Цисуралијан  | Артиншкијан   | 290,1—283,5  |
| Перм                             | Цисуралијан  | Сакмаријан    | 295,0—290,1  |
| Перм                             | Цисуралијан  | Аселијан      | 298,9—295,0  |
| Карбон                           | Горњи карбон | Гзелијан      | старија      |
| Подела перма према ICS (од 2016) |              |               |              |

Током већег дела 20. века, перм је био подељен на рани и касни перм, при чему је кунгуријан био последња фаза раног перма. Гленистер и његове колеге су 1992. године предложили трипартитну шему, залажући се за то да се роудијан-капитанијан разликује од остатка касног перма и да га треба посматрати као засебну епоху. Трипартитна подела је усвојена након формалног предлога Гленистера et al. (1999).
Историјски гледано, већина морске биостратиграфије перма била је заснована на амоноидима; међутим, амоноидни локалитети су ретки у пермским стратиграфским пресецима, а врсте карактеришу релативно дуге временске периоде. Сви GSSP-ови за перм се заснивају на датуму првог појављивања одређене врсте конодонта, загонетне групе хордата без чељусти са тврдим оралним елементима сличним зубима. Конодонти се користе као индексни фосили за већину палеозоика и тријаса.

### Цисуралијан
Цисуралска серија је добила име по слојевима изложеним на западним падинама Уралских планина у Русији и Казахстану. Назив је предложио Џ. Б. Вотерхаус 1982. за раздобље које се састоји од аселијанског, сакмарског и артинског стадијума. Кунгурски је касније додат да би се ускладило са руским „доњим пермом”. Албер Огист Кушон де Лапаро је 1900. године предложио „Уралску серију“, али је накнадна недоследна употреба овог термина условила да је касније напуштен.
Аселијан је именовао руски стратиграф В.Е. Руженчев 1954. по реци Асел у јужном Уралу. GSSP за основу аселијана се налази у долини реке Ајдаралаш у близини Актоба у Казахстану, који је ратификован 1996. године. Почетак етапе дефинисан је првим појављивањем Streptognathodus postfusus.
Сакмаријан је назван у односу на реку Сакмара на јужном Уралу, а сковао га је Александар Карпински 1874. GSSP за основу сакмаријана налази се у секцији Усолка на јужном Уралу, који је ратификован 2018. године. GSSP је дефинисан првим појављивањем Sweetognathus binodosus.
Артинскијан је добио име по граду Арти у Свердловској области, Русија. Именовао га је Карпински 1874. Артинскијан тренутно нема дефинисан GSSP. Предложена дефиниција за основу артинскијана је прво појављивање Sweetognathus aff. S. whitei.
Кунгуријан је добио име по Кунгуру, граду у Пермском крају. Овај стадијум је увео Александар Антонович Штукенберг 1890. Кунгуријан тренутно нема дефинисан GSSP. Недавни предлози сугеришу појаву Neostreptognathodus pnevi као доње границе.

### Гвадалупијан
Гвадалупска серија је добила име по планинама Гвадалупе у Тексасу и Новом Мексику, где су изложене екстензивне морске секвенце овог доба. Име јој је дао Џорџ Херберт Гирти 1902. године.
Родијан је назван 1968. године у контексту Путног кањона Ворд формацији у Тексасу. GSSP за основу Родијана се налази 42,7 м изнад базе Прекидне формације у Стратотипном кањону, Гвадалупе планине, Тексас, и ратификован је 2001. Почетак етапе је дефинисан првим појављивањем Jinogondolella nankingensis.
Вордијан је назван у односу на Ворд формацију од стране Јохана Августа Удена 1916. године, Гленистер и Фурниш 1961. су произвели прву публикацију која је користила овај назив као хроностратиграфски термин, као подфазу гвадалупске фазе. GSSP за базу Вордијана налази се у Гвадалупском пролазу, у Тексасу, у седиментима Гетавеј кречњака, члана формације Чери кањона, који је ратификован 2001. Основу Вордијана дефинише прва појава конодонта Jinogondolella aserrata.
Капитанијан је добио име по Капитанском гребену у планинама Гвадалупе у Тексасу. Назив је формулисао Џорџ Бер Ричардсон 1904. године, а први пут коришћен у хроностратиграфском смислу од стране Гленистера и Фурниша 1961. године као подстадијум гвадалупске фазе. Капитанијан је ратификован као међународна етапа од стране ICS 2001. GSSP за базу Капитанијана се налази на Нипл Хилу у југоисточним планинама Гуадалупе у Тексасу, а ратификован је 2001. године, при чему је почетак фазе дефинисан као прво појављивање Jinogondolella postserrata.

### Лопингијан
Лопингијан је први увео Амадеус Вилијам Грабау 1923. године као „Лопинг серију“ по Лепингу, Ђангси, Кина. Првобитно коришћен као литострафска јединица, Т.К. Хуанг је 1932. подигао лопингијан до нивоа низа, укључујући све пермске наслаге у Јужној Кини које прекривају Маокоу кречњак. Године 1995, гласањем Поткомисије за пермску стратиграфију ICS-а, лопингијан је усвојен као међународна стандардна хроностратиграфска јединица.
Вучијапингинан и Чангсингијан су први пут уведени 1962. од стране Ј. Џ. Шенга као „Вучијапинг формација“ и „Чангсинг формација“ у оквиру серије лопингијан. GSSP за основу Вучијапингинана налази се у Пенглајтану, Гуангси, Кина и ратификован је 2004. Граница је дефинисана првим појављивањем Clarkina postbitteri postbitteri. Чангсингијан првобитно изведен из Чангсинг кречњака, геолошке јединице први пут назване од стране Грабауа 1923. године, ултиматно потиче из округа Чангсинг, Џеђанг. GSSP за основу Чангсингијана налази се 88 cm изнад основе Чангсин кречњака у одељку Мејшан Д, Џеђанг, Кина и ратификован је 2005. године. Граница је дефинисана првим појављивањем Clarkina wangi.
GSSP за основу тријаса се налази у подножју слоја 27ц на одсеку Мејшан Д, а ратификован је 2001. GSSP је дефинисан првим појављивањем конодонта Hindeodus parvus.

### Регионалне фазе
Руски татарски стадијум укључује лопингијски, капитански и део вордијанског, док основни казански укључује остатак вордијанског као и родски. У Северној Америци, перм се дели на вулфкампски (који обухвата нилијски и леноксијски стадијум); леонардски (хесијан и катедралијан); гвадалупски; и очоански, што одговара лопингијану.

## Палеогеографија
Током перма, све главне Земљине копнене масе биле су сакупљене у један суперконтинент познат као Пангеа, са микроконтиненталним теренима Катазије на истоку. Пангеа је опкољавала екватор и простирала се према половима, са одговарајућим утицајем на океанске струје у једном великом океану („Панталаса“, „универзално море“) и океану Палео-Тетис, великом океану који је постојао између Азије и Гондване. Континент Кимерија се одвојио од Гондване и одмакао на север до Лауразије, узрокујући смањење Палео-Тетис океана. На његовом јужном крају растао је нови океан, Неотетис, океан који ће доминирати већим делом мезозојске ере. Магматски лук, који садржи Хајнан на свом југозападном крају, почео је да се формира када је Панталаса потопљена испод југоисточне Јужне Кине. Централне Пангејске планине, које су почеле да се формирају услед судара Лауразије и Гондване током креде, достигле су своју максималну висину током раног перма пре око 295 милиона година, упоредиво са садашњим Хималајима, али су постале јако еродиране како је перм напредовао. Казахстански блок се сударио са Балтиком током цисуралијана, док су се Севернокинески кратон, Јужнокинески блок и Индокина спојили један са другим и Пангеом до краја перма. Зехштајново море, хиперслано епиконтинентално море, постојало је у садашњој северозападној Европи.
Унутрашњост великих континенталних копнених маса доживљава климу са екстремним варијацијама топлоте и хладноће („континентална клима“) и монсунске услове са изразито сезонским обрасцима падавина. Чини се да су пустиње биле широко распрострањене на Пангеји. Овакви суви услови фаворизовали су голосеменице, биљке са семенима затвореним у заштитни поклопац, у односу на биљке попут папрати које распршују споре у влажнијем окружењу. Прва модерна стабла (четинари, гинко и сајкади) појавила су се у перму.
Три општа подручја су посебно истакнута по својим обимним пермским наслагама — планине Урал (где је сам перм лоциран), Кина и југозапад Северне Америке, укључујући Тексашке црвене слојеве. Пермски басен у америчким државама Тексас и Нови Мексико је тако назван јер има једно од најдебљих наслага пермских стена на свету.

### Палеокеанографија
Ниво мора је благо опао током најранијег перма (аселског). Ниво мора је био стабилан на неколико десетина метара изнад садашњег током раног перма, али је дошло до наглог пада почевши од родија, које је кулминирао најнижим нивоом мора у целом палеозоику на око садашњег нивоа мора током вучијапинга, након чега је уследио благи пораст током чангсингијана.

## Клима
Перм је био хладан у поређењу са већином других геолошких временских периода, са скромним температурним градијентом од пола до екватора. На почетку перма, Земља је још увек била у ледари касног палеозоика (LPIA), што је почело у касном девону и обухватало цео карбонски период, а њена најинтензивнија фаза се дешавала у другом делу пенсилванске епохе. Значајан тренд повећања аридификације може се приметити током цисуралијана. Рана пермска аридификација је била најуочљивија у Пангејским локалитетима близу екваторијалних географских ширина. Ниво мора је такође значајно порастао у раном перму како се LPIA полако опадала. На граници карбона и перма дошло је до загревања. Осим што је постала топлија, клима је постала знатно сушнија крајем карбона и почетком перма. Без обзира на то, температуре су наставиле да буду хладне током већег дела аселијанског и сакмаријског периода, током којих је LPIA достигла врхунац. Пре 287 милиона година, температуре су порасле и ледена капа Јужног пола се повукла у ономе што је било познато као Артинскијански догађај загревања (AWE), иако су глечери остали присутни у висовима источне Аустралије, а можда такође и планинским областима далеког северног Сибира. Јужна Африка је такође задржала глечере током касног цисуралијана у планинским срединама. AWE је такође био сведок аридификације посебно великих размера.
У касном кунгуријану, дошло је до поновног хлађења, што је резултирало хладним глацијалним интервалом који је трајао до раног капитанијана, иако су просечне температуре и даље биле много више него током почетка цисуралијана. Још један хладан период почео је око средњег капитанијана. Овај хладни период, који је трајао 3-4 милиона година, био је познат као Камурски догађај. Прекинут је Емејшанским термалним периодом у касном делу капитанијана, пре око 260 милиона година, што одговара ерупцији Емејшанских замки. Овај интервал брзих климатских промена био је одговоран за капитанијанско масовно изумирање.
Током раног вучијапингијана, након постављања Емејшанских замки, глобалне температуре су опадале пошто је угљен-диоксид изнесен из атмосфере помоћу базалта који су уграђени у велику магматску провинцију. Касни вучијапингијан је видео финале касно палеозојског леденог доба, када су се истопили последњи аустралијски глечери. Крај перма је обележен температурним скоком, много већим од Емејшанског термалног излета, на граници перма и тријаса, што одговара ерупцији Сибирских замки, која је ослободила више од 5 тератона CO2, што је више него удвостручило атмосферску концентрацију угљен-диоксида. Одступање од -2% δ18O означава екстремну величину овог климатског померања. Овај изузетно брз интервал ослобађања гасова стаклене баште изазвао је масовно изумирање перм-тријаса, као и почетак екстремног стакленика који је опстао неколико милиона година у следећу геолошку епоху, тријас.
Пермска клима је такође била изузетно сезонска и карактерисали су је мегамонсуни, који су произвели високу аридност и екстремну сезонску природу у унутрашњости Пангее. Падавине дуж западних ивица океана Палео-Тетис биле су веома велике. Докази за мегамонсуне укључују присуство мегамонсунских прашума у басену Ћангтанг на Тибету, енормне сезонске варијације у седиментацији, биотурбацији и таложењу ихнофосила забележене у седиментним фацијама у басену Сиднеја, и палеоклиматски модели Земљине климе засновани на понашању савремених временских образаца показују да би до таквог мегамонсуна дошло с обзиром на континентални распоред перма. Горе поменута све већа екваторијална аридност је вероватно била вођена развојем и интензивирањем овог пангејског мегамонсуна.

## Живи свет у перму
Перм је окарактерисан ривалством између две групе гмизаваца:
- зверолики, тј. оне развојне групе гмизаваца из којих настају сисари. Они су током еволуције попримили сисарске особине;
- диапсиди, или гмизавци са две слепоочне јаме на лобањи. Њихови потомци су: диносауруси, летећи гмизавци – птеросаури, крокодили, гуштери и змије.

У перму су превласт имали зверолики гмизавци. У мезозоику су они изумрли, али не пре него што су се од њих развиле мале животиње покривене длаком, претходници данашњих сисара.
Перм је окончан највећим масовним изумирањем у историји Земље. Ниво светског мора опао је за неких 150 m, а низ вулканских ерупција засенио је Сунце. То је проузроковало ефекат стаклене баште, и довело до изумирања 95% врста морских организама. Међу њима су трилобите и већина тадашњих врста главоножаца, корала и кринова. Са копна је нестало 75% кичмењака, и готово све листолике биљке. Ово велико масивно изумирање је оставило скоро пусту планету. На почетку следеће геолошке ере, мезозоика, преживеле животне форме су имале на располагању огроман животни простор и спектар различитих еколошких услова за развој.

### Морска биота
Пермске морске наслаге су богате фосилним мекушцима, брахиоподима и бодљокожцима. Брахиоподи су били веома разнолики током перма. Изумрли ред Productida је био доминантна група пермских брахиопода, који је чинио око половине свих родова пермских брахиопода. Брахиоподи су такође служили као важни инжењери екосистема у комплексима пермских гребена. Међу амоноидима, Goniatitida је била главна група током раног-средњег перма, али је опала током касног перма. Припадници реда Prolecanitida били су мање разнолики. Ceratitida потиче из породице Daraelitidae у оквиру Prolecanitida током средњег перма, и екстензивно се проширила током касног перма. Познате су само три породице трилобита из перма, Proetidae, Brachymetopidae и Phillipsiidae. Диверзитет, настанак и стопе изумирања током раног перма су биле ниске. Трилобити су прошли кроз диверзификацију током кунгурско-вордијанског периода, последњег у њиховој еволуционој историји, пре него што су опали током касног перма. до чангсингијана је остало само неколико (4-6) родова. Корали су показали опадање разноврсности током средњег и касног перма.

### Копнена биота
Копнени живот у перму укључивао је различите биљке, гљиве, чланконошце и разне врсте тетрапода. У том периоду је огромна пустиња покривала унутрашњост Пангее. Топла зона се проширила на северну хемисферу, где се појавила велика сува пустиња. Стене које су се тада формирале биле су обојене у црвену боју оксидима гвожђа, што је резултат интензивног загревања сунцем површине без вегетационог покривача. Бројне старије врсте биљака и животиња су изумрле или постале маргинални елементи.
Перм је почео тако што је флора карбона још увек цветала. Отприлике средином перма почела је велика транзиција у вегетацији. Дрвеће ликопода коме погодују мочваре из карбона, као што су Lepidodendron и Sigillaria, прогресивно су замењено у унутрашњости континента напреднијим семенским папратима и раним четинарима као резултат колапса карбонске прашуме. На крају перма, мочваре ликопода и еквисета које подсећају на карбонску флору опстале су само на низу екваторијалних острва у Палео-Тетис океану која ће касније постати Јужна Кина.
Перм је осведочио ширење многих важних група четинара, укључујући и претке многих данашњих породица. Богате шуме биле су присутне у многим областима, са разноликом мешавином биљних група. На јужном континенту су се налазиле велике шуме семене папрати Glossopteris флоре. Тамо је вероватно био висок ниво кисеоника. Током овог периода појавили су се врсте гинка и сајкада.

#### Инсекти
Инсекти, који су се први пут појавили и постали обилни током претходног карбона, доживели су драматично повећање диверсификације током раног перма. Пред крај перма, дошло је до значајног пада у стопи настанка и до изумирања. Доминантни инсекти током пермског периода били су рани представници Paleoptera, Polyneoptera, и Paraneoptera. Palaeodictyopteroidea, која је представљала доминантну групу инсеката током карбона, опала је током перма. Ово је вероватно због конкуренције од стране Hemiptera, због сличних усних органа, а самим тим и екологије. Примитивни сродници водених девица и вилиних коњица (Meganisoptera), који укључују највеће летеће инсекте свих времена, такође су опали током перма. Holometabola, највећа група савремених инсеката, такође се диверзификовала у то време. Најраније познате бубе појавиле су се на почетку перма. Ране бубе као што су припадници Permocupedidae су вероватно били ксилофаги, храниле су се распадајућим дрветом. Неколико лоза као што је Schizophoridae проширило се у водена станишта до касног перма. Припадници модерних редова Archostemata и Adephaga познати су из касног перма. Сложени трагови бушења дрвета пронађени у касном перму у Кини сугеришу да су припадници Polyphaga, најразноврсније групе савремених буба, такође били присутни у перму. На основу молекуларних доказа, Phasmatodea је вероватно настала негде у перму, у вези са ширењем инсективора међу тетраподима.

#### Тетраподи
Терестрални фосилни записи перма су неуједначени и временски дисконтинуирани. У раним пермским записима доминирају екваторијална Европа и Северна Америка, док у записима средњег и касног перма доминирају седименти умерене Кару супергрупе Јужне Африке и Уралског региона европске Русије. Раном пермском копненом фауном Северне Америке и Европе доминирали су примитивни синапсиди пеликозауруса, укључујући биљоједне едафосауриде, и месождерне сфенакодонтиде, дијадектиде и водоземце. Рани пермски рептили, као што су аклеисторхиниди, били су углавном мали инсектоједи.

#### Амниоти
Синапсиди (група која ће касније укључити сисаре) су напредовали и увелико се мењали током цисуралијана. Пермски синапсиди су укључивали неке велике чланове као што је Dimetrodon. Посебне адаптације синапсида омогућиле су им да напредују у сушој клими перма и нарасту да доминирају кичмењацима. Фаунски обрт се догодио око прелаза између цисуралијана и гвадалупијана, са опадањем водоземаца и заменом пеликосауруса (парафилетска група) са напреднијим терапсидима, иако је опадање раних синапсидних клада очигледно био спор догађај који је трајао око 20 милиона година, од сакмаријанског до краја кунгуријанског периода. Ако се копнено депоновање завршило око краја цисуралијана у Северној Америци и почело у Русији током раног гвадалупијана, непрекидан запис о транзицији није сачуван. Неизвесно датирање довело је до сугестија да постоји глобална пауза у копненим фосилним записима током касног кунгуријана и раног родијана, названа „Олсонов јаз“ који замагљује природу транзиције. Други предлози сугеришу да се северноамерички и руски записи преклапају, са најновијим копненим северноамеричким депоновањем које се догодило током родијана, што сугерише да је дошло до изумирања, названог „Олсоново изумирање“. У средњопермској фауни Јужне Африке и Русије доминирају терапсиди, највише изобилни разноликим припадницима Dinocephalia. Диноцефалијани су изумрли на крају средњег перма, током Капитанијанског масовног изумирања. У касној пермској фауни доминирају напредни терапсиди као што су предаторски сабљозуби горгонопсијани и биљоједни кљунасти дицинодонти, поред великих биљоједних парејасаура парарептила. Archosauromorpha, група гмизаваца која ће довести до псеудосухијана, диносауруса и птеросауруса у следећем тријасу, први пут се појавила и проширила током касног перма, укључујући и прво појављивање Archosauriformes током најновијег перма. Цинодонти, група терапсида која је предак савременим сисарима, први пут су се појавила и стекла распрострањеност широм света током касног перма. Још једна група терапсида, терокефалијани (као што је Lycosuchus), настала је у средњем перму. Није било летећих кичмењака, иако је изумрла фамилија гмизаваца налик гуштерима Weigeltisauridae из касног перма имала крила која се могу проширити попут модерних лебдећих гуштера, и најстарији су познати лебдећи кичмењаци.
- Edaphosaurus pogonias и Platyhystrix – рани перм, Северна Америка и Европа
- Dimetrodon grandis и Eryops – рани перм, Северна Америка
- Oкерска фауна, Estemmenosuchus uralensis и Eotitanosuchus – средњи Перм, Уралски регион
- Titanophoneus и Ulemosaurus – Уралски регион
- Inostrancevia alexandri и Scutosaurus – касни перм, северноевропска Русија (северна Двина)

#### Водоземци
Пермске матичне амниоте састојале су се од лепоспондила и батрахосауруса, према неким филогенијама; према другима, матичне амниоте представљају само дијадектоморфи.
Темноспондили су достигли врхунац разноликости у цисуралијану, са значајним падом током гвадалупијско-лопингијског периода након Олсоновог изумирања, при чему је породична разноликост пала испод нивоа карбона.
Емболомери, група водених кичмењака сличних крокодилима који су рептилиоморфи према неким филогенијама. Раније су своје последње записе имали у цисуралијану, а сада се зна да су опстали у лопингијанској у Кини.
Претпоставља се да су савремени водоземци (лисамфибије) настали током перма, пореклом из лозе дисорофоидних темноспондила или лепоспондила.

### Рибе
Разноврсност риба током перма је релативно ниска у поређењу са следећим тријасом. Доминантна група коштаних риба током перма били су „Paleopterygii”, парафилетска група Actinopterygii која лежи изван Neopterygii. Најранији недвосмислени припадници Neopterygii појављују се током раног тријаса, али се сумња на пермско порекло. Разноврсност целаканта је релативно ниска у целом перму у поређењу са другим морским рибама, иако постоји повећање разноврсности током терминалног перма (чангсингијана), што одговара највећој разноврсности у њиховој еволуционој историји током раног тријаса. Разноврсност фауне слатководних риба је генерално била мала и доминирале су плућашице  и „палеоптеригијани“. Сматра се да је последњи заједнички предак свих живих плућашица постојао током раног перма. Иако су фосилни записи фрагментарни, чини се да су плућашице претрпеле еволуциону диверсификацију и повећање величине у слатководним стаништима током раног перма, али су касније опадале током средњег и касног перма. Конодонти су доживели најмању разноврсност своје целокупне еволуционе историје током перма. Пермске хондрихтијанске фауне су слабо познате. Припадници хондрихтијанске кладе Holocephali, која садржи постојеће химере, достигли су свој врхунац разноликости током карбона-перма, а најпознатији пермски представник је била „ајкула-пила” Helicoprion, позната по необичном спиралном зупцу у доњем делу вилице. Хибодонти, група хондрихтијана сличних ајкулама, били су широко распрострањени и изобилни чланови морске и слатководне фауне у целом перму. Xenacanthiformes, још једна изумрла група хондрихтијана сличних ајкулама, били су уобичајени у слатководним стаништима и представљали су врхунске грабљивице слатководних екосистема.

### Флора
Признате су четири флористичке провинције у перму, Ангаранско, Евроамеричко, Гондванско и Катајзиско царство. Урушавање прашуме карбона би резултирало заменом шума у којима доминирају ликопсиди шумама у којима доминирају дрвасте папрати током касног карбона у Евроамерици, и резултирало би диференцијацијом катајзиских флора од оних у Евроамерици. У флористичком региону Гондване доминирали су Glossopteridales, група дрвенастих голосеменица, током већег дела перма, која се протезала до високих јужних географских ширина. Екологија најистакнутијег глосоптерида, Glossopteris, упоређена је са екологијом огољеног чемпреса, који живи у мочварама са влажним земљиштем. Каламити налик дрвету, далеки рођаци модерних раставића, живели су у угљеним мочварама и расли у вертикалним шикарама налик бамбусу. Углавном комплетан примерак Arthropitys из ранопермске окамењене шуме Кемница у Немачкој показује да су имали сложене обрасце гранања сличне модерним ангиоспермним стаблима. До касног перма, високе танке шуме су постале распрострањене широм света, о чему сведочи глобална распрострањеност вајгелтисаурида.
Најстарији вероватни запис о Ginkgoales (група која садржи Ginkgo и његове блиске сроднике) је Trichopitys heteromorpha из најранијег перма у Француској. Најстарији познати фосили који се дефинитивно могу приписати модерним сајкадима познати су из касног перма. У Катазији, где је преовладавала влажна тропска клима без мраза, Noeggerathiales, изумрла група прогимносперми налик папрати, били су уобичајена компонента флоре. Најранија пермска (пре око 298 милиона година) катијашка вуда туфа  флора, која представља заједницу угљених мочвара, има горњу крошњу која се састоји од ликопсидног стабла Sigillaria, са доњом крошњом коју чине папрати Marattialean и Noeggerathiales. Рани четинари су се појавили у касном карбону, представљени примитивним валшким четинарима, али су замењени са више изведених волцијалеана током перма. Пермски четинари су били веома морфолошки слични својим савременим панданима, и били су прилагођени сувим или сезонски сувим климатским условима. Све већа аридност, посебно на ниским географским ширинама, олакшала је ширење четинара и њихову све већу распрострањеност у копненим екосистемима. Bennettitales, који је касније постао распрострањен у мезозоику, први пут се појавио током цисуралијана у Кини. Lyginopterids, који су опали у касном пенсилванијану и касније имају неуједначен фосилни запис, преживели су у касном перму у Катазији и екваторијалној источној Гондвани.

## Пермско–тријаски догађај изумирања
Перм се завршио најобимнијим догађајем изумирања забележеним у палеонтологији: пермско-тријаским изумирањем. Изумрло је 90 до 95% морских врста, као и 70% свих копнених организама. То је уједно и једино познато масовно изумирање инсеката. Опоравак од пермско-тријаског изумирања био је дуготрајан; на копну, екосистемима је било потребно 30 милиона година да се опораве. Трилобити, који су напредовали током камбријума, коначно су изумрли пре краја перма. Наутилоиди, подкласа главоножаца, изненађујуће је преживели ову појаву.
Постоје докази да се магма, у облику поплавног базалта, изливала на површину Земље у ономе што се данас зове Сибирске замке, хиљадама година, доприносећи еколошком стресу који је довео до масовног изумирања. Вероватно су допринели и смањено приобално станиште и високо повећана аридност. На основу количине лаве за коју се процењује да је произведена током овог периода, најгори сценарио је ослобађање довољно угљен-диоксида из ерупција да би се светска температура подигла за пет степени Целзијуса.
Друга хипотеза укључује испуштање гаса водоник сулфида из океана. Делови дубоког океана ће периодично губити сав растворени кисеоник омогућавајући бактеријама које живе без кисеоника да цветају и производе гас водоник сулфид. Ако се довољно водоник сулфида акумулира у аноксичној зони, гас може да се подигне у атмосферу. Оксидирајући гасови у атмосфери би уништили токсични гас, али би водоник сулфид ускоро потрошио сав расположиви атмосферски гас. Ниво водоник-сулфида могао би се драматично повећати током неколико стотина година. Модели таквог догађаја показују да би гас уништио озон у горњим слојевима атмосфере омогућавајући ултраљубичастом зрачењу да убије врсте које су преживеле токсични гас. Постоје врсте које могу метаболисати водоник сулфид.
Још једна хипотеза се заснива на теорији поплавне ерупције базалта. Повећање температуре од пет степени Целзијуса не би било довољно да објасни смрт 95% живота. Али такво загревање могло би полако да подиже температуру океана све док се замрзнути резервоари метана испод океанског дна у близини обала не отопе, избацивши довољно метана (међу најјачим гасовима стаклене баште) у атмосферу да подигне светску температуру за додатних пет степени Целзијуса. Хипотеза о замрзнутом метану помаже да се објасни повећање нивоа угљеника-12 који се налази на средини у граничном слоју перма-тријаса. То такође помаже да се објасни зашто је прва фаза изумирања слоја била копнена, друга је била на мору (и почевши одмах након повећања нивоа C-12), а трећа поново на копну.